# Maigret contra Picpus
Maigret contra Picpus (französisch: Signé Picpus) ist ein Kriminalroman des belgischen Schriftstellers Georges Simenon. Er ist der 23. Roman einer Serie von insgesamt 75 Romanen und 28 Erzählungen um den Kriminalkommissar Maigret. Der Roman entstand im Sommer 1941 in Fontenay-le-Comte. Er wurde in Paris-Soir in 34 Folgen zwischen dem 11. Dezember 1941 und 21. Januar 1942 vorabveröffentlicht. Im Januar 1944 publizierte Éditions Gallimard die Buchausgabe im Sammelband Signé Picpus, der zusätzlich die Romane Maigret und sein Rivale und Maigret und das Dienstmädchen enthielt. Die erste deutsche Übersetzung von Hansjürgen Wille und Barbara Klau erschien 1961 bei Kiepenheuer & Witsch unter dem Titel Maigret verschenkt seine Pfeife. 1982 veröffentlichte der Diogenes Verlag eine Neuübersetzung von Hainer Kober unter dem Titel Maigret contra Picpus.
Der Gegner, mit dem es Maigret in diesem Roman zu tun bekommt, unterzeichnet mit dem Namen Picpus. Er kündigt den Tod einer Wahrsagerin an, der auch eintritt, obwohl Maigret alle bekannten Wahrsagerinnen von Paris überwachen lässt. Die ganze Stadt sucht nach jenem ominösen Picpus. Maigret verfolgt jedoch auch andere Spuren. Und er entdeckt in der Wohnung der Toten einen eingeschlossenen Mann.

## Inhalt

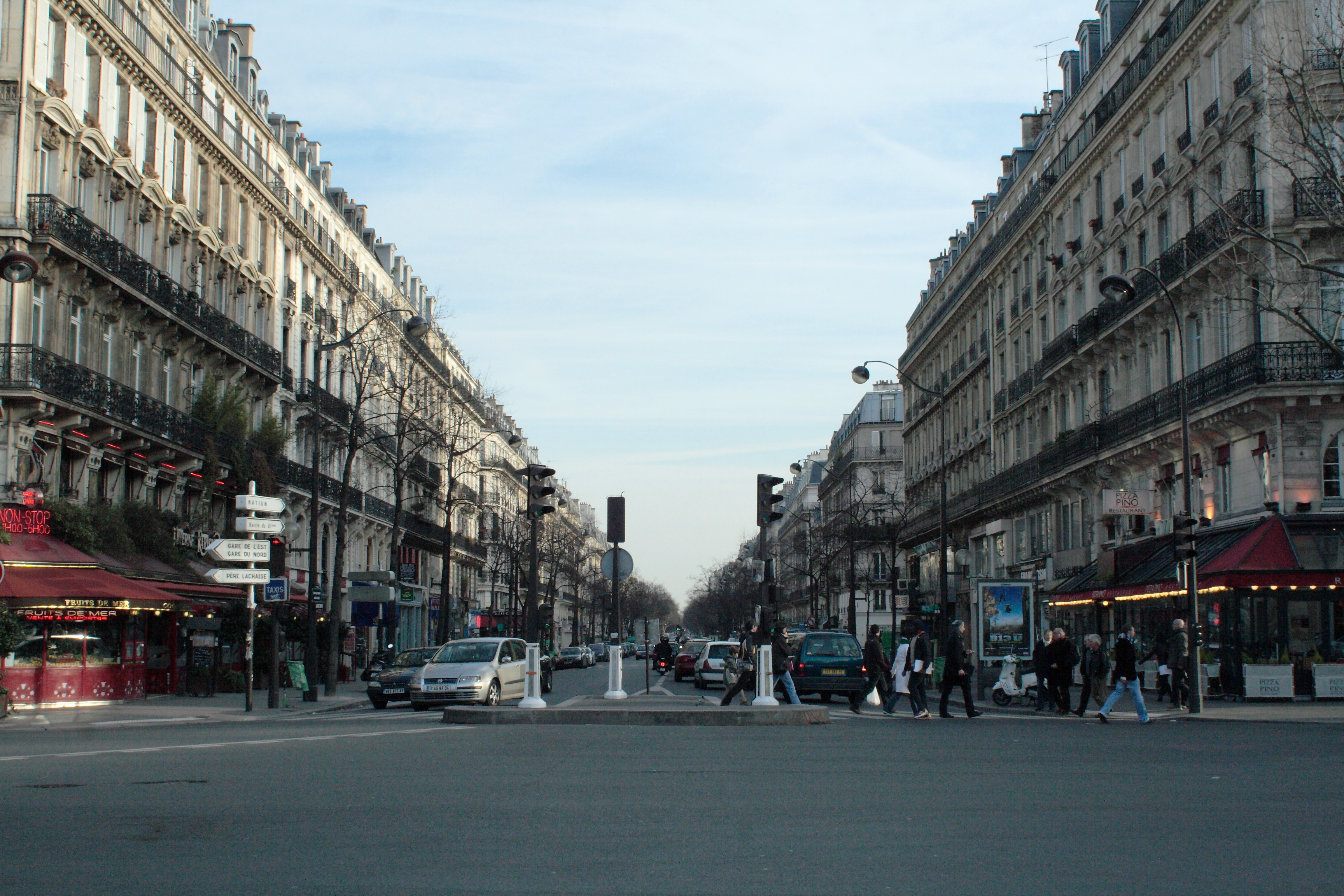
Ecke Place de la République / Boulevard Voltaire liegt im Roman das Café des Sports.

Paris im heißen August. Mascouvin, ein farbloser Junggeselle mittleren Alters, dessen einzige Leidenschaft das Bridge-Spiel im privaten Spielclub einer Comtesse ist, wird bei Maigret vorstellig, um eine Veruntreuung von 1000 Francs zur Begleichung seiner Spielschulden zu gestehen. Dabei berichtet er etwas, was den Kommissar aufhorchen lässt. Im Café des Sports am Place de la République hat er auf dem Löschblatt eine Nachricht vorgefunden, die ein voriger Gast geschrieben haben muss: „Morgen nachmittag um fünf töte ich die Wahrsagerin. Gezeichnet Picpus.“ Maigret lässt 482 Pariser Wahrsagerinnen überwachen, doch zur angegebenen Zeit wird eine nicht gemeldete und damit auch nicht überwachte Wahrsagerin erstochen: Marie Picard, die den Künstlernamen Mademoiselle Jeanne trägt.
Doch nicht nur die Tote wird in der Wohnung aufgefunden, sondern auch ein in der Küche eingeschlossener Mann: Octave Le Cloaguen, ein 68-jähriger pensionierter Schiffsarzt, der auf den Kommissar leicht vertrottelt wirkt, und angibt von Jeanne eingeschlossen worden zu sein, als es an der Tür geklopft habe. Le Clouagen ist daran gewöhnt, eingeschlossen zu werden, denn so schaffen ihn in seiner Wohnung regelmäßig Frau und Tochter aus dem Weg, wenn sie Besuch erhalten. Sie erklären, er sei seit seinen Asienreisen nicht mehr derselbe, gehe nur noch ziellos durch die Straßen und bevorzuge sein karg möbliertes Zimmer gegenüber der sonst teuer eingerichteten Wohnung.
Mascouvin, der vom Tod der Wahrsagerin erschüttert ist, hat derweil einen Selbstmordversuch verübt, den er schwer verletzt überlebt. Maigret trifft seine jüngere Halbschwester Berthe Janiveau, die berichtet, dass Macouvin ein Waisenkind war. Er sei ein sehr gewissenhafter Mensch und habe sie nach dem Tod ihrer Stiefeltern fürsorglich finanziell unterstützt. Eine weitere Spur führt Maigret nach Morsang-sur-Seine, wo Mademoiselle Jeanne oft Monate verbrachte. Hier fällt ihm Monsieur Blaise auf, ein Rentier, der seine Wochenenden in Morsang verbringt, vorgeblich um den ganzen Tag zu fischen, obwohl Maigret sofort erkennt, dass seine Hechte nur gekauft sind. Und während ganz Paris nach Picpus fahndet, entdeckt Maigret dessen Geheimnis: Im Café des Sports ist auf einem Werbeplakat eines Spediteurs eine Herkulesfigur abgebildet, die Picpus heißt, und von der sich der Verfasser der Mordabsicht den Namen bloß geborgt hat.
Als Le Cloaguen untertaucht, ist für den Untersuchungsrichter der Fall gelöst. Doch während er die ganze Stadt nach dem vermeintlich Verrückten absuchen lässt, interessiert sich Maigret vielmehr für die Vorgeschichte des Schiffsarztes, der einst eine junge Argentinierin vor dem Gelbfieber rettete. Seither erhielt er von ihrem reichen Vater eine jährliche Pension von 200.000 Francs, gab seine Arbeit auf und ließ sich in Saint-Raphaël nieder. Trotz des Wohlstands litt er unter seiner despotischen Frau. Als er starb, ging es dieser nur darum, seine Pension zu retten. Sie setzte sich nach Paris ab und brachte einen alten Clochard dazu, in die Rolle ihres Mannes zu schlüpfen. Seither hielten sie und ihre Tochter den Mann, der sich vor den Frauen fürchtete und gleichzeitig finanziell von ihnen abhängig war, beinahe wie einen Gefangenen. Als Maigret den vermeintlichen Le Cloaguen auf dem Dachboden aufspürt, ist dieser erleichtert, den beiden geldgierigen Frauen entkommen zu sein, seine Rolle aufgeben und endlich wieder Pfeife rauchen zu dürfen. Maigret erfährt seinen wahren Namen: Er heißt Picard und ist der Vater der toten Wahrsagerin.
Durch die trickreiche Befragung einer naiven Milchhändlerin namens Emma gelingt Maigret der Zugriff auf eine ganze Bande von Erpressern. Der Kopf der Bande ist Monsieur Blaise. Mascouvin und Mademoiselle Jeanne trugen ihm Informationen über ihre Kunden zu. Über die Wahrsagerin erfuhr Blaise auch vom falschen Spiel ihres Vaters und plante, die Familie Le Cloaguen zu erpressen. Als Jeanne ihren Vater schützen wollte, befahl Blaise ihre Ermordung. Mascouvin, der in die Fänge der Erpresser geraten war, um seine Halbschwester zu unterstützen, bekam Skrupel und erfand die Geschichte des Picpus, um die ihm unbekannte Wahrsagerin zu retten, und eine eigene Veruntreuung, um sich im Gefängnis vor dem Zugriff der Bande zu schützen. Als die Frau dennoch starb, sah er keinen anderen Ausweg, als in die Seine zu gehen. Am Ende trägt Maigret der inzwischen in Paris lebenden Argentinierin zu, dass sie von der Frau ihres verstorbenen Retters jahrelang um dessen Pension betrogen wurde, doch diese zuckt nur gleichgültig die Achseln. Das Geld, dessentwegen andere Verbrechen begingen, spielt bei ihrem Vermögen keine Rolle.

## Entstehung und zeitgeschichtlicher Hintergrund
Mit dem Roman Maigret (deutsch: Maigret und sein Neffe) hatte Simenon 1934 die Serie seiner ersten 19 Maigret-Romane ausklingen lassen und sich ausschließlich seinen Non-Maigret-Romanen zugewandt, mit denen er höhere literarische Ambitionen verfolgte. 1939 kehrte er erstmals wieder in Romanform zu seinem populären Kriminalkommissar zurück. In einem Brief an André Gide kündigte er an: „Um den Familientopf auf dem Herd zu versorgen, gedachte ich, einige weitere Maigrets zu schreiben.“ Signé Picpus war der vierte Maigret-Roman Simenons, der in der Folge entstand. Am 18. November 1941 schrieb die Tageszeitung Paris-Soir einen Wettbewerb zu Simenons neuestem Roman aus, in dem die Leser Einfluss auf das Personal nehmen konnten. Tatsächlich hatte Simenon das Manuskript allerdings bereits im Sommer 1941 abgeschlossen. Signé Picpus erschien in einer Vorabveröffentlichung in Paris-Soir in 34 Folgen zwischen dem 11. Dezember 1941 und 21. Januar 1942.
Simenons Familie bewohnte zur Entstehungszeit des Romans einen Flügel des Château de Terre-Neuve bei Fontenay-le-Comte im durch Deutschland besetzten Teil Frankreichs. Mit dem Vichy-Regime hatte sich Simenon arrangiert, publizierte weiterhin Romane bei der renommierten Éditions Gallimard und war in den Kriegsjahren besonders auf der Kinoleinwand präsenter als jeder andere französische Schriftsteller. So wurde auch Signé Picpus bereits im Oktober 1942 von der unter deutscher Kontrolle stehenden Filmgesellschaft Continental-Film verfilmt.
Fenton Bresler nahm den Roman zum Anlass, auf die Widersprüche zwischen der Kriegswirklichkeit und dem von Simenon gezeichneten Frankreichbild hinzuweisen. So beschrieb Simenon, als das besetzte Paris längst nicht mehr von ausländischen Touristen besucht wurde, ungerührt: „Durch die Straßen von Paris schoben sich Autobusse voller Touristen. Die Fremdenführer schrien in ihre Lautsprecher“. Und in der Avenue de Wagram fährt das Taxi „zwischen Cafés und Kinos, im fröhlichen Lärm der Menge.“ Für Bresler schilderte Simenon ein „Märchenbild von einem Paris und einem Frankreich […], wie es leider aufgehört hatte, zu existieren.“ Und er stellte die Frage: „War dies eine beabsichtigte Flucht aus der Wirklichkeit, oder gab es eine Blockierung in seinem Gehirn, die ihn daran hinderte, die Dinge so zu sehen, wie sie wirklich waren?“

## Maigrets Methode
Josef Quack sieht in Signé Picpus einen „Exempelroman“ für die Rolle, die Maigrets Intuition bei der Aufklärung eines Falles spielt. Als der Kommissar in Morsang-sur-Seine durch reine Beobachtung Monsieur Blaises Doppelspiel entlarvt, rührt er sich äußerlich nicht, so dass Madame Maigret ihn fragen muss, was er denn täte. Er wartet auf etwas, verlässt sich dabei „nur auf seine Intuition, auf winzige Anhaltspunkte“, bis die Ereignisse für ihn eine „logische Folge“ bilden. Als sich seine Vermutungen bestätigen, macht sein Herz „einen kleinen Sprung“ und der „Funke des Triumphs“ leuchtet in seinen Augen. Auch später, als er den verschwundenen Picard auf dem Dachboden entdeckt, stehen ihm vor Freude „Tränen in den Augen“, und es heißt weiter: „Maigret hatte das alles ganz allein entdeckt. Sozusagen ohne Indizien, oder besser anhand von Indizien, die die anderen vernachlässigt hatten, und vor allem mit seiner außerordentlichen Intuition, seiner beängstigenden Fähigkeit, sich in die Situation anderer zu versetzen.“
Der Lohn der ganzen Ermittlungsarbeit sind für Maigret die Momente, wenn sich am Ende eines Falles ein Gesamtbild aus den einzelnen Puzzlestücken formt, wenn Maigret die Vorgeschichte bildhaft vor Augen steht. So wird zum abschließenden Verhör mit Picard beschrieben, als die Bilder vor seinem inneren Auge entstehen: „Das waren wirklich seine großen Stunden, Stunden, die ihm ganz allein gehörten, die all die kleinen Ärgernisse und die Routine der Untersuchungen aufwogen.“ Die Fähigkeit, sich in andere Menschen einzufühlen, bis er deren Leben bildlich vor sich sieht, führt zu einem mehrfachen Leben: „Die Menschen um sie herum hatten ein reales Leben, Sie lebten ganz in der Gegenwart. Maigret dagegen lebte drei, fünf oder zehn Leben zugleich“. Nichts davon ist äußerlich zu bemerken, und so beschreibt der später entlarvte Erpresser Maigret auch nur unvorteilhaft als „Mann mittlerem Alters mit aufgedunsenem Gesicht und schlecht sitzendem Anzug“.

## Rezeption
Thomas Wörtche beschrieb den Roman als „Eine Studie über den Hochsommer in Paris und über die Herzenskälte seiner Bewohner.“
Das Literaturmagazin Time & Tide wertete die englische Übersetzung 1958 als „gut“, wobei die Spannung niemals abflaue. Die Zeitschrift Punch wertete die gemeinsame englische Ausgabe von Maigret macht Ferien und Maigret contra Picpus als „besonders gutes Paar“, wobei der zweite Roman „faszinierend einen Plot von ungewöhnlichen Verwicklungen entwirrt“. Für Stanley G. Eskin war Signé Picpus dagegen „nicht so gut“ in einer oft unterschlagenen zweiten Phase der Maigret-Serie während der Kriegsjahre. John Raymond beschrieb die 1940er Jahre dagegen als „Herzstück“ von Simenons Œuvre und Signé Picpus als „herausragend“ in dieser Phase. Tilman Spreckelsen las in seinem Maigret-Marathon „einen anfangs recht wirren Fall“, die „Begriffe Ehre und Familie aber ziehen sich kunstvoll durch diesen Roman, nicht selten stehen sich diese Prinzipien unversöhnlich gegenüber.“
Die Romanvorlage wurde fünfmal verfilmt. Dem Kinofilm Picpus von 1943 von Roland Pottier mit Albert Préjean als Maigret schlossen sich die Fernsehserien Maigret mit Rupert Davies (1962), Le inchieste del commissario Maigret mit Gino Cervi (1965), Les Enquêtes du commissaire Maigret mit Jean Richard (1968) und Maigret mit Bruno Cremer (2003) an.

## Ausgaben
- Georges Simenon: Signé Picpus. Gallimard, Paris 1944 (Erstausgabe).
- Georges Simenon: Maigret verschenkt seine Pfeife. Übersetzung: Hansjürgen Wille, Barbara Klau. Kiepenheuer & Witsch, Köln 1961.
- Georges Simenon: Maigret verschenkt seine Pfeife. Übersetzung: Hansjürgen Wille, Barbara Klau. Heyne, München 1966.
- Georges Simenon: Maigret contra Picpus. Übersetzung: Hainer Kober. Diogenes, Zürich 1982, ISBN 3-257-20736-0.
- Georges Simenon: Maigret contra Picpus. Sämtliche Maigret-Romane in 75 Bänden, Band 23. Übersetzung: Hainer Kober. Diogenes, Zürich 2008, ISBN 978-3-257-23823-5.